# مرکز تنیس لس آنجلس
مرکز تنیس لس آنجلس یک مجتمع تنیس است که در محوطه دانشگاه کالیفرنیا، لس‌آنجلس (UCLA) در منطقه وست وود شهر لس آنجلس در ایالت کالیفرنیا قرار گرفته‌است، این مرکز در ۲۰ می‌سال ۱۹۸۴ گشوده شد و در همان سال میزبان مسابقات تنیس غیررسمی المپیک تابستانی ۱۹۸۴ بود. تیم تنیس دانشگاه UCLA (تیم تنیس خرس‌های UCLA) نیز در سال‌های ۱۹۸۵ (آقایان) و ۱۹۹۷ (بانوان) به این مجموعه نقل مکان کردند. مسابقات تنیس NCAA بانوان در سال‌های ۱۹۸۴، ۱۹۸۷ و ۱۹۸۸ و مسابقات آقایان در سال ۱۹۷۷ در این مجموعه برگزار گردید.
مسابقات تنیس آزاد لس آنجلس نیز در این مجموعه برگزار می‌شود، جنس زمین تنیس آن آسفالت نرم ورزشی است و سکوها قابلیت گنجایش ۵۸۰۰ تماشاگر را دارا می‌باشد.

## تصاویر

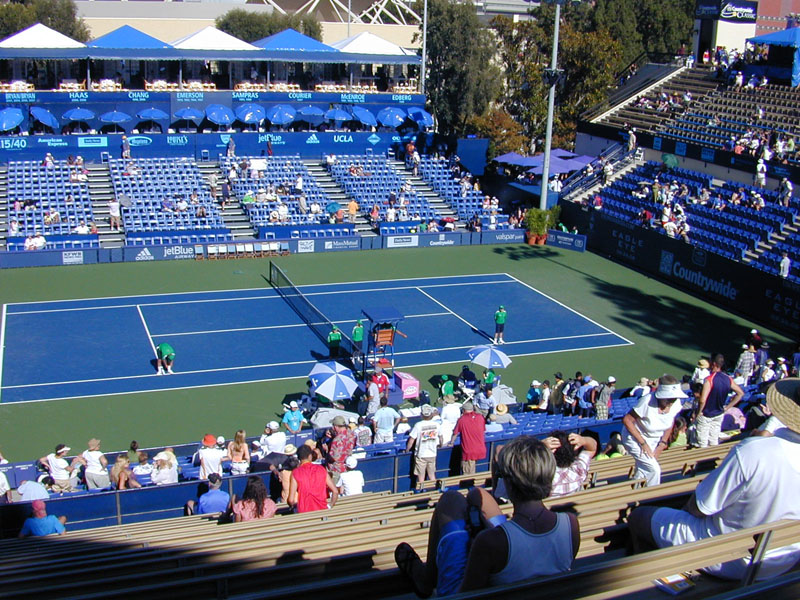
استادیوم استرائوس در مرکز تنیس لس آنجلس، دانشگاه UCLA
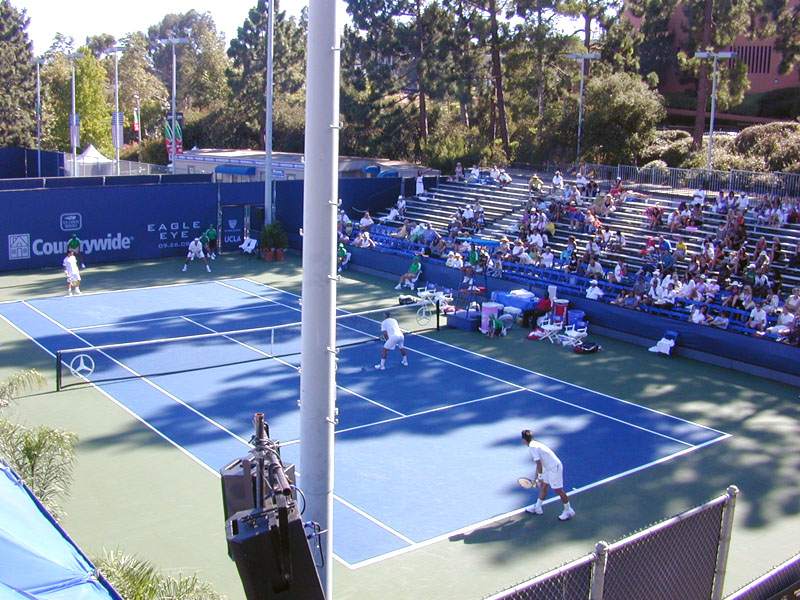
زمین و جایگاه تماشاچیان